# Magasházy László
Vitéz nemes Magasházy László, teljes nevén Magasházy László Imre (Sárkeresztúr, 1879. január 7. – Szentes, 1959. október 5.) magyar katona, olimpikon és politikus. Horthy Miklós szárnysegédje, vitézi törzskapitány és országgyűlési képviselő.
Kétszeres magyar bajnok díjlovaglásban, az 1936. évi nyári olimpia résztvevője és a Sportbajnoki Jelvény kitüntetettje. Lovaglásban és lótenyésztésben nemzetközi viszonylatban elismert szaktekintély volt. A Magyar Lovassport Egyesületek Országos Szövetsége Intéző Bizottságának tagja, az Országos Lótenyésztő Bizottság, és a Fejér-vármegyei Lótenyésztési Bizottmány tagja.   

## Élete
Római katolikus vallású régi nemesi család sarja. Édesanyja Szarka Julianna, édesapja Magasházy János volt. Korán árva lett a Székesfehérvári Cisztercita Gimnáziumban tanult 16 éves koráig. A Veszprémi Davidicum Internátusban tett érettségi vizsgát. Később Keszthelyen a Premontrei Gimnáziumban tanult, majd a Pázmány Péter Tudományegyetemen joghallgató volt. Kitűnően beszélt németül és lengyelül is. 
Tanulmányi évei alatt nagybátyja, dr. Magasházy Antal premontrei kanonok és főgimnáziumi tanár gondoskodott neveléséről. Budapesten végzett tanulmányait pénzhiány miatt félbehagyta és a katonai pálya mellett döntött. 1903-ban lett hivatásos hadapród, 1905-ben pedig lovastüzér hadnagy és Jaroslauban, Bécs mellett Schlosshofban és Budapesten a 4. Lovas Tüzér Osztálynál teljesített szolgálatot. 1914. április 25-én Budapesten házasságot kötött Hainiss Edit Adrienne Jozefa Amáliával, dr. Hainiss Géza egyetemi tanár és Zombori Bogisich Ilona gyermekével. 51 hónapig harcolt megszakítás nélkül az arcvonalban, a császári és királyi 10. Lovas Hadosztály 4. Lovas Tüzérosztályában, szakasz-, üteg- és osztályparancsnokként. Az őszirózsás forradalom alatt felajánlotta szolgálatait Gömbös Gyulának és Friedrich Istvánnak a forradalom leverésére, amelyet csapatával kívánt volna elérni. Osztagával Érsekújvárra vonult, ám terve lelepleződött, és a forradalmi kormány eltávolította a hadsereg kötelékéből. A Magyarországi Tanácsköztársaság kikiáltása után Jugoszláviába menekült, ahonnan az első tiszti különítményt vezette az ellenforradalom központjába, Szegedre. Itt Horthy mellett fővezéri, később (1920-tól 1929-ig) kormányzói szárnysegédként működött. 
1925 és 1935 között a budapesti I. Lovas Tüzérosztály felállításában vett részt, majd ott szolgált hivatásos tisztként. 1935 és 1938 között a ló pótlás felügyelője a Honvédelmi Minisztériumban. Díjlovaglásban kétszeres magyar bajnok (1932, 1934). Az  1936. évi nyári olimpiai játékokon Berlinben a 6. helyezett díjlovagló csapat (Pados Gusztáv, Keméry Pál 4090,0 pont) tagja volt. Egyéniben Tücsök nevű lován 1415,5 pontszámos értékeléssel a 17. helyen végzett. Tücsök Alsószentivánon nevelt 11 éves ló. Az olimpiát követően a díjlovagló csapatban elért eredménye elismeréseként a magyar királyi honvédelmi miniszter dicséretben részesítette. 
1937-ben léptették elő tábornoknak, de a következő év novemberében nyugállományba helyezték. Nyugdíjazása után a lovas mérkőzések vezetője és éveken át díjlovaglás championja volt. Politikai életben is aktívan részt vett, hiszen 1938-1944 között a Magyar Élet Pártja országgyűlési képviselője lett. A második világháború után, 1946-ban, a budapesti népbíróság „népellenes” bűnösként életfogytig tartó börtönbüntetésre ítélte. 1959-ben hunyt el és Baracskán a családi sírboltban helyezték nyugalomra. A rendszerváltás után rehabilitálták.

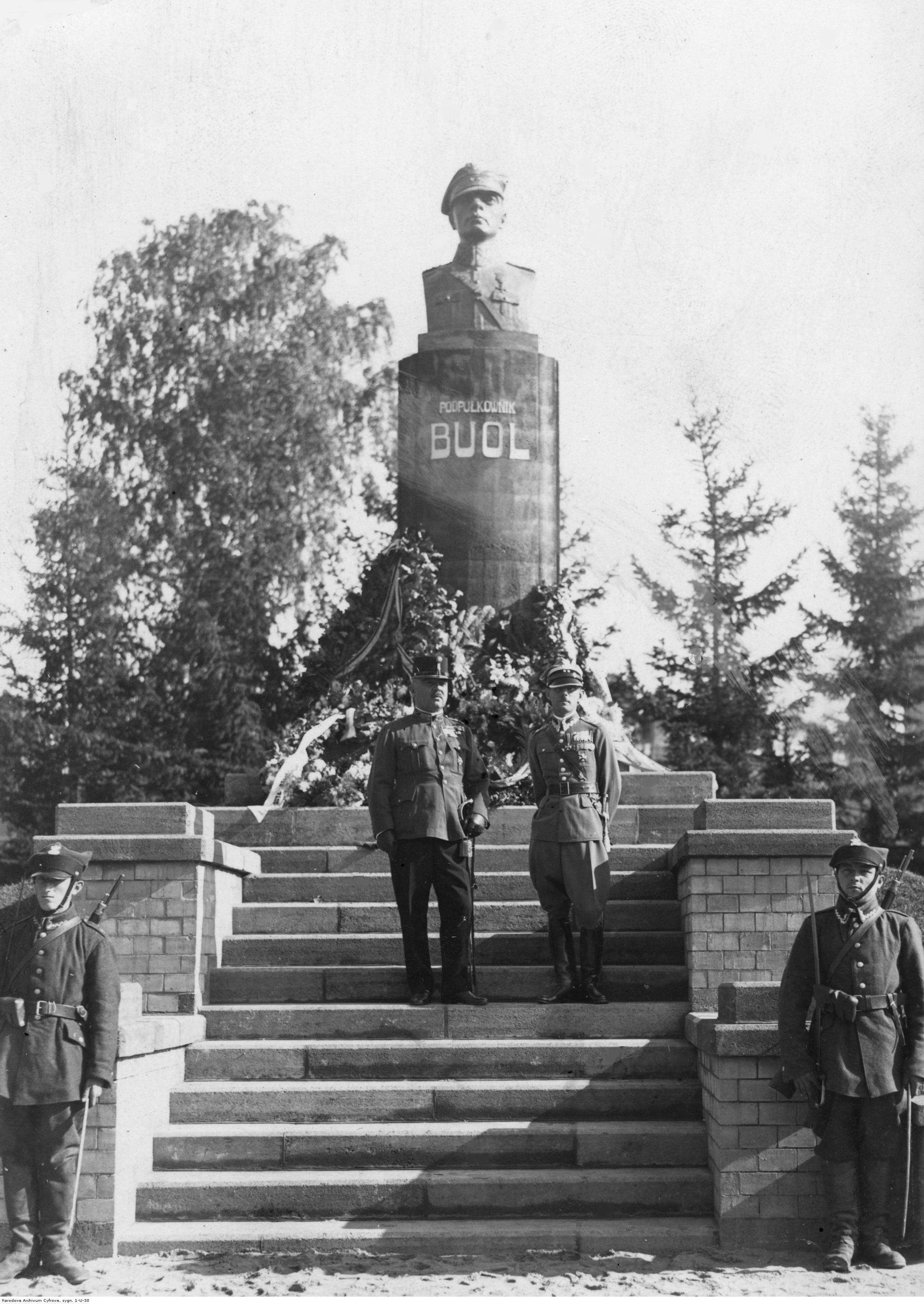
1930-ban Baranavicsiben Artur Boul emlékműve előtt tiszteleg Magasházy László és Wacław Szalewicz